# Ricardo Alós
Ricardo Alós Bailach, noto come Ricardo (Moncada, 11 ottobre 1931 – Valencia, 14 gennaio 2024), è stato un calciatore spagnolo, di ruolo jolly.

## Carriera
Giocò per tre stagioni nella Liga con la maglia del Valencia. Fu Pichichi della Liga nel 1958 assieme ad Alfredo Di Stéfano e Manuel Badenes dopo esser stato l'anno precedente capocannoniere della Segunda Division.

## Palmarès

### Club

#### Competizioni nazionali
- Segunda División (Spagna): 1

Real Murcia: 1962-1963 (Gruppo II)

#### Individuale
- Pichichi della Liga: 1

1957-1958 (19 gol)